# Giải Viện Hàn lâm Nhật Bản lần thứ 37
Giải Viện Hàn lâm Nhật Bản lần thứ 37 (第37回日本アカデミー賞) là lễ trao giải lần thứ 37 của Giải Viện Hàn lâm Nhật Bản. Lễ trao giải được tổ chức vào ngày 7 tháng 3 năm 2014 tại Khách sạn Grand Prince New Takanawa tại Tokyo, Nhật Bản.

## Giải thưởng
Tất cả các hạng mục trao giải (trừ giải diễn viên trẻ của năm và các giải đặc biệt) được chia làm hai danh hiệu: các đề cử (do thành viên Viện Hàn lâm bầu chọn) đều đạt danh hiệu Xuất sắc của năm và trong các đề cử sẽ chọn ra một giải Xuất sắc nhất của năm.
| Phim điện ảnh xuất sắc của năm | Phim hoạt hình xuất sắc của năm |
| --- | --- |
| - Phim điện ảnh hay nhất của năm: Người đan chữ xếp thuyền - Kyōaku - Shonen H - Soshite Chichi ni Naru - Tōkyō Kazoku - Rikyu ni tazune yo | - Phim hoạt hình hay nhất của năm: Kaze Tachinu - Kaguya-hime no Monogatari - Uchū Kaizoku Kyaputen Hārokku - Gekijōban Mahō Shōjo Madoka Magika - Rupan Sansei Bāsasu Meitantei Konan The Movie |
| Đạo diễn xuất sắc của năm | Biên kịch xuất sắc của năm |
| - Đạo diễn xuất sắc nhất của năm: Ishii Yuyua – Người đan chữ xếp thuyền - Koreeda Hirokazu – Soshite Chichi ni Naru - Shiraishi Kazuya – Kyōaku - Mitani Kōki – The Kiyosu Conference - Yamada Yoji – Tōkyō Kazoku | - Biên kịch xuất sắc nhất của năm: Watanabe Kensaku – Người đan chữ xếp thuyền - Koreeda Hirokazu – Soshite Chichi ni Naru - Takahashi Izumi và Kazuya Shiraishi – Kyōaku - Mitani Kōki – The Kiyosu Conference - Yamada Yoji và Hiramatsu Emiko – Tōkyō Kazoku |
| Nam diễn viên chính xuất sắc | Nữ diễn viên chính xuất sắc |
| - Nam diễn viên chính xuất sắc nhất: Matsuda Ryuhei – Người đan chữ xếp thuyền - Ebizō Ichikawa XI – Rikyu ni tazune yo - Hashizume Isao – Tōkyō Kazoku - Fukuyama Masaharu – Soshite Chichi ni Naru - Watanabe Ken – Yurusarezaru Mono                                                                                   | - Nữ diễn viên chính xuất sắc nhất: Maki Yōko – Sayonara keikoku - Ueto Aya – Bushi no Kondate - Ono Machiko – Soshite Chichi ni Naru - Miyazaki Aoi – Người đan chữ xếp thuyền - Yoshiyuki Kazuko – Tōkyō Kazoku |
| Nam diễn viên phụ xuất sắc | Nữ diễn viên phụ xuất sắc |
| - Nam diễn viên phụ xuất sắc nhất: Franky Lily – Soshite Chichi ni Naru - Odagiri Joe – Người đan chữ xếp thuyền - Tsumabuki Satoshi – Tōkyō Kazoku - Taki Pierre – Kyōaku - Matsuda Ryuhei – Tantei wa bar ni iru - Franky Lily – Kyōaku                                                                                 | - Nữ diễn viên phụ xuất sắc nhất: Maki Yōko – Soshite Chichi ni Naru - Aoi Yū – Tōkyō Kazoku - Ono Machiko – Tantei wa bar ni iru - Nakatani Miki – Rikyu ni tazune yo - Yo Kimiko – Bushi no Kondate |
| Giải thưởng do khán giả bình chọn | Diễn viên trẻ của năm |
| - Giải thưởng diễn viên được khán giả bình chọn:Wakabayashi Masayasu – Himawari to Koinu no 7-ka Kan - Giải thưởng phim được khán giả bình chọn: Manatsu no Hōteishiki | - Shiori Kutsuna – Yurusarezaru Mono và Tsuya no Yoru Aru Ai ni Kakawatta, Onna Tachi no Monogatari - Kuroki Haru – Người đan chữ xếp thuyền và Sougen no Isu - Mitsu Dan – Amai Muchi - Hamada Kokone – Oshin - Ayano Gō – Yokomichi Yonosuke và Natsu no Owari - Suda Masaki – The Backwater - Hoshino Gen – Hakoiri Musuko no Koi và Jigoku de naze warui - Yoshioka Tatsuki – Shonen H |
| Âm nhạc xuất sắc | Quay phim xuất sắc |
| - Âm nhạc xuất sắc nhất: Hisaishi Joe – Kaze Tachinu - Iwashiro Taro – Rikyu ni tazune yo - Ogino Kiyoko – The Kiyosu Conference - Matsumoto Junichi, Mori Takashi và Matsubara Takeshi – Soshite Chichi ni Naru - Watanabe Takashi – Người đan chữ xếp thuyền - Hisaishi Joe – Kaguya-hime no Monogatari và Tōkyō Kazoku | - Quay phim xuất sắc nhất: Kasamatsu Norimichi – Yurusarezaru Mono - Takimoto Mikiya – Soshite Chichi ni Naru - Chikamori Masashi – Tōkyō Kazoku - Hamada Takeshi – Rikyu ni tazune yo - Fujisawa Junichi – Người đan chữ xếp thuyền |
| Đạo diễn ánh sáng xuất sắc | Chỉ đạo nghệ thuật xuất sắc |
| - Đạo diễn ánh sáng xuất sắc nhất: Watanabe Kōichi – Yurusarezaru Mono - Fujii Norikiyo – Soshite Chichi ni Naru - Andō Kiyoto – Rikyu ni tazune yo - Osada Tatsuya – Người đan chữ xếp thuyền - Watanabe Kōichi – Tōkyō Kazoku                                                                                           | - Chỉ đạo nghệ thuật xuất sắc nhất: Yoshida Takashi – Rikyu ni tazune yo - Taneda Yōhei và Kurotaki Kimie – The Kiyosu Conference - Nakazawa Katsumi – Shonen H - Harada Mitsuo – Người đan chữ xếp thuyền - Harada Mitsuo và Sugimoto Ryo – Yurusarezaru Mono |
| Thu âm xuất sắc | Biên tập xuất sắc |
| - Thu âm xuất sắc nhất: Katō Hirokazu – Người đan chữ xếp thuyền - Kishida Kazumi – Tōkyō Kazoku - Segawa Tetsuo – The Kiyosu Conference - Tsurumaki Yutaka – Soshite Chichi ni Naru - Matsukage Nobuhiko – Rikyu ni tazune yo                                                                                            | - Biên tập xuất sắc nhất: Fushima Shinichi – Người đan chữ xếp thuyền - Ishii Iwao – Tōkyō Kazoku - Ueno Sōichi – The Kiyosu Conference - Koreeda Hirokazu – Soshite Chichi ni Naru - Fujita Kazunobu – Rikyu ni tazune yo |
| Phim nước ngoài xuất sắc | Giải thưởng Đặc biệt từ Chủ tịch Hiệp hội |
| - Phim nước ngoài xuất sắc nhất: Những người khốn khổ - 3 chàng ngốc - Captain Phillips - Django Unchained - Cuộc chiến không trọng lực | Giải thưởng vinh danh những người có nhiều đóng góp trong nhiều năm (những người đã mất trong năm 2013). - Oshima Nagisa (Đạo diễn) - Takano Etsuko (Quản lý Iwanami Hall, Chủ tịch củaEquipe de Cinema) - Kumagai Hideo (Kĩ thuật ánh sáng) - Mikuni Rentarō (Diễn viên) - Natsuyagi Isao (Diễn viên)                                                                                     |
| Giải thưởng Đặc biệt từ Hiệp hội | Giải thưởng Thành tích từ Chủ tịch Hiệp hội |
| Vinh danh người có nhiều hỗ trợ đóng góp trong quá trình làm phim. - Shiratori Akane (Kịch bản) - Fukuda Akira (Thiết kế trang phục) - Yoshida Harumi (Chuyển cảnh) | Giải thưởng vinh danh những người có nhiều đóng góp trong nhiều năm. - Takakura Ken (Diễn viên) |